# Porine

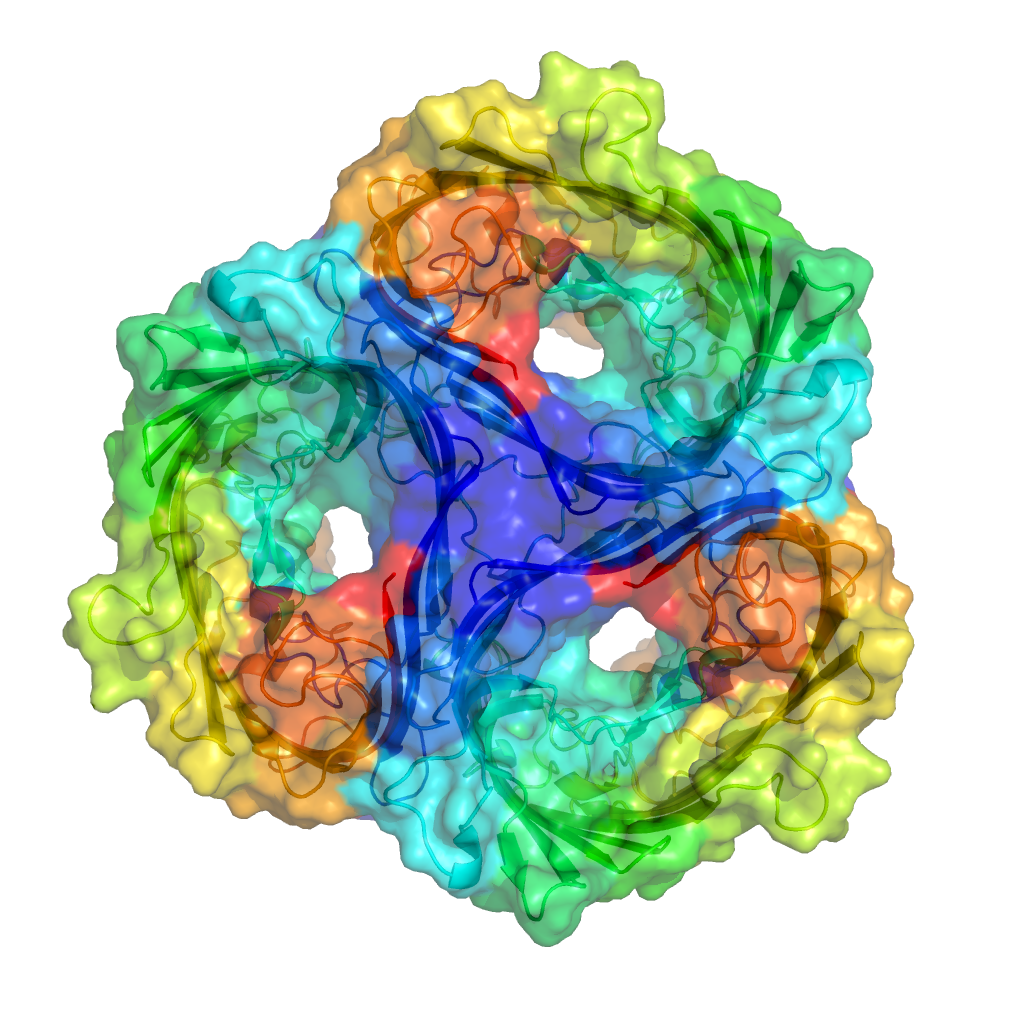
Porine de la bactérie Salmonella typhimurium spécifique pour le saccharose.

Les porines sont des protéines membranaires formant des canaux permettant la diffusion de petites molécules hydrophiles à travers la membrane des cellules. Elles sont composées de feuillets bêta formant une structure cylindrique, ou tonneau β. Les porines sont des trimères, constituées de trois canaux cylindriques accolés. On les trouve dans la membrane externe des bactéries à Gram-négatif, mais également dans celle des mitochondries et des chloroplastes.
Les porines permettent le passage d'ions et de petites molécules organiques dans les deux sens : de l'extérieur vers l'intérieur pour l'arrivée des nutriments, et de l'intérieur vers l'extérieur pour la détoxification du cytoplasme (rejet de produits secondaires toxiques par accumulation) ou la sécrétion de protéines ou de molécules organiques (hormones...). Sans elle, la bicouche lipidique membranaire rendrait impossible le passage des composés polaires. Les porines sont plus ou moins sélectives et laissent passer seulement certaines classes de composés.

## Porines et résistance aux antibiotiques
Pour atteindre leur cible dans la cellule, les antibiotiques doivent en général passer par les porines de la membrane externe des bactéries à gram négatif. Un des mécanismes de défense de première ligne utilisé par ces micro-organismes contre les antibiotiques consiste à réduire leur perméabilité externe en réduisant le nombre de porines présentes à la surface de la cellule. Cette stratégie est un mécanisme de résistance général, qui n'est pas spécifique d'une classe d'antibiotique particulière. Il a en revanche un coût pour la bactérie, puisque cette réduction du nombre de porines entraine aussi une réduction de l'entrée des nutriments.

## Porines mitochondriales
Certaines des porines mitochondriales sont appelées VDAC (Voltage Dependent Anion Channel) et leur perméabilité est sensible au potentiel de membrane. Dans les mitochondries, l'ouverture des porines par le déplacement de Bcl-2 est le facteur déclenchant de la voie intracellulaire de l'apoptose. Celle-ci fait intervenir entre autres le cytochrome c, la protéine AIF et différentes caspases dont la caspase 9 initiatrice.